# The Cheetah Girls Soundcheck
The Cheetah Girls Soundcheck é o segundo EP do grupo The Cheetah Girls. O EP trazia o áudio da performance ao vivo do grupo para a série exclusiva "Soundcheck", disponível para o site do Walmart. O EP trazia versões ao vivo de canções da trilha sonora de The Cheetah Girls 2, do álbum TCG e da trilha sonora de The Cheetah Girls: One World.

## Faixas
| N.º | Título                | Duração |  |
| 1.  | "Strut"               | 3:27    |  |
| 2.  | "One World"           | 2:46    |  |
| 3.  | "Cheetah Love"        | 3:20    |  |
| 4.  | "Break Out This Box"  | 3:38    |  |
| 5.  | "Dance Me If You Can" | 3:24    |  |

## Vídeos
Junto com o EP, o show de origem dos áudios foi lançado também em vídeo com entrevistas. Na apresentação, as Cheetah Girls se apresentavam ao vivo em um estúdio sem platéia.